# Josef Zaengl
Josef Zaengl (geboren 1801 in Schamhaupten; gestorben am 29. April 1850) war ein deutscher Theaterschauspieler.

## Leben
Zaengl nahm in München Unterricht bei Hofschauspieler Freuen und fand 1819 ein Engagement in Passau, wo er als „Eduard“ in Mädchen von Marienburg debütierte. Er qualifizierte sich für Liebhaber- und Charakterrollen, war von 1822 bis 1824 in Würzburg, von 1824 bis 1826 in Gera und Coburg, von 1826 bis 1828 in Passau, von 1828 bis 1834 in Regensburg, von 1834 bis 1838 in Hamburg und von 1838 bis 1841 in Prag engagiert. Nach dem frühen Tod seiner Frau Marianne Friederike Cäcilie Zaengl (1816–1841), den er lange nicht verschmerzen konnte, durchreiste er ganz Deutschland, wo er überall mit Erfolg auftrat. Ein erfolgreiches Gastspiel in München verschaffte ihm die Aufnahme in den Verband des dortigen Hoftheaters. Er blieb vom 1. Dezember 1842 bis zu seinem Tod am 29. April 1850 in München engagiert und zählte während dieser Zeit zu den Zierden des Hoftheaters.